# Motet
Motet (fr. le mot „słowo”) – gatunek muzyczny, wokalny a cappella lub wokalno-instrumentalny, trwale obecny w muzyce od XIII w. Największą rolę odegrał w okresach średniowiecza i renesansu, gdy był głównym polem rozwoju polifonii. W wiekach późniejszych wchłaniał techniki wykształcone w innych formach lub był używany jako archaizm. Stał się też źródłem wielu form – takich jak renesansowy ricercar i późniejsza fuga.

## Wstęp
Średniowieczny motet zapoczątkował tradycje wyszukanych gatunków muzycznych, którymi delektowali się koneserzy w różnych epokach. W XVI wieku rolę taką spełniał madrygał, w XVII wieku sonata triowa, a na przełomie XVIII i XIX wieku kwartet smyczkowy. Tę wokalną, a później instrumentalną „kameralistykę” wykonywało się dla własnej przyjemności, ewentualnie w obecności słuchaczy z kręgu przyjaciół i gości.
Wg XVI-wiecznej definicji Tinctorisa, motet jest to wszelka kompozycja, której tekst nie jest ani częścią ordinarium missae, ani kantyleną. Teksty motetów najczęściej podejmowały tematykę religijną, ale według powyższej definicji do motetów można zaliczyć także kompozycje do tekstów świeckich. Mogły one dotyczyć także proprium missae.
Najstarszy dokument, który wspomina motety, to traktat Johannesa de Grocheo. Motety cytuje także Robertsbridge Codex (manuskrypt 28550), pochodzący z opactwa Robertsbridge, datowany na lata (1320–1400). Obecnie znajduje się w Narodowej Bibliotece (British Library) w Londynie. Wymienione są w nim 3 estampie i 3 motety, z których dwa pochodzą z Roman de Fauvel.

## Powstanie motetu – średniowiecze
Powstanie gatunku wiąże się z organum melizmatycznym okresu Ars antiqua i zwyczajem dopisywania tekstu do melizmatycznych fragmentów wielogłosowego organum (Szkoła Saint-Martial w Limoges), a zwłaszcza tropowaniem głosu duplum w kompozycjach pisanych techniką discantową. Głos z dodanym tekstem nazywano motetus (franc. le mot – słowo), a z czasem fragmenty takie stały się samodzielne i stopniowo rozrastały się, przy czym każdy głos miał odrębny tekst, a motetem nazywano już cały utwór.
Motet stał się pierwszą formą samodzielną (polifoniczną) i uniezależnioną od liturgii. Wczesne motety posiadały tekst łaciński, który tematycznie związany był z tekstem tenoru (lub cantus firmus), czyli głosu chorałowego. Z czasem związek ten zatarł się i pojawiły się teksty francuskie, niekiedy świeckie. Motet był politekstowy (2 lub 3 teksty), czasem nawet i polijęzyczny. W tenorze zaczęto pomijać tekst, umieszczając na początku jedynie incipit tekstu, wskazujący, z jakiej melodii chorałowej pochodzi. Tekst tenoru miał znaczenie symboliczne, gdyż głos ten był w zasadzie przeznaczony do wykonania instrumentalnego i wyznaczał puls całego utworu. Fundament konstrukcji stanowił rytm zorganizowany w regularnie powtarzane motywy rytmiczne. Motet był rytmizowany zawsze według schematu rytmiki modalnej, jako pierwszy rytmizowany był tenor. Otrzymywał on krótkie schematy złożone z 4 do 6 nut, które ciągle powtarzały się. Taki zrytmizowany tenor nosi nazwę izorytmicznego. Z biegiem czasu wszystkie głosy otrzymały takie schematy – w tym momencie powstaje polifonia. Motet utrzymany był w tonacji modalnej, ale wchłaniał w siebie melodie ludowe. Od połowy XIII wieku motet ciągle rozkwitał, stając się reprezentacyjną formą epoki średniowiecza. Cieszył się popularnością wśród inteligencji związanej z Uniwersytetem Paryskim, traktowany prawdopodobnie jako intelektualna rozrywka. Typowym motetem stał się motet 3- lub 4-głosowy:
- I głos – tenor (wyznacza puls),
- II głos – motetus (melodia bardziej ruchliwa rytmicznie od tenoru),
- III głos – triplum (najbardziej ruchliwa i zróżnicowana rytmicznie melodia),
- IV głos – quadruplum.

Wczesny motet (z przełomu XII i XIII wieku) był dość prosty, najczęściej 3-głosowy. Jednym z głównych twórców motetu w epoce Ars antiqua był Petrus de Cruce.
Najważniejsi twórcy motetów okresu Ars nova to Philippe de Vitry i Guillaume de Machaut. Ich kompozycje wywarły znaczny wpływ na rozwój techniki izorytmii, uważanej za jedno z największych osiągnięć XIV-wiecznej polifonii.

## Dalszy rozwój – renesans
W tej epoce powstało kilka typów motetów:
- Motet z cantus firmus w długich wartościach rytmicznych i gęstą polifonią w pozostałych głosach (Johannes Ockeghem, Jacob Obrecht).
- Motet oparty na przeciwstawnych odcinkach dwugłosowych, które w dalszym toku łączyły się w większą konstrukcję (Josquin des Prés).
- Motet przeimitowany – stanowi kulminację franko-flamandzkiej polifonii wokalnej. Nie ma cantus firmus, wszystkie głosy rozwijają się równorzędnie na podstawie materiału motywicznego kolejno wprowadzanych tematów soggetto. W klasycznej postaci zapoczątkowany przez Nicolasa Gomberta. U Orlando di Lasso i Palestriny między fragmentami imitacyjnymi pojawiają się odcinki homofoniczne (nota contra notam), co nadaje formie większą plastyczność.

Kompozytorzy szkoły weneckiej (Adrian Willaert, Giovanni Gabrieli) wprowadzili do motetu technikę polichóralną oraz instrumenty, początkowo jedynie w celu wspomagania wokalistów.

## Barok
W okresie baroku partie instrumentalne nabrały większego znaczenia i usamodzielniły się. W warstwie wokalnej pojawiły się popisowe partie solo, dzięki czemu powstał motet koncertujący (Lodovico Grossi da Viadana). Motet koncertujący większych rozmiarów nazywany był symfonią (G. Gabrieli lub Heinrich Schütz: Symphoniae sacrae), ale w znaczeniu innym niż symfonia. Szczególnie rozwijał się w Niemczech (m.in. w twórczości Johanna Sebastiana Bacha), gdzie stał się zaczątkiem kantaty chóralnej. W Niemczech ponadto powstał motet pieśniowy – jako cantus firmus wykorzystujący chorał protestancki, przeprowadzony w tenorze bądź sopranie, na wzór pieśni tenorowej.

## Klasycyzm i wieki późniejsze
W klasycyzmie motet występuje sporadycznie i nie ma ustalonej budowy, może przyjmować formę zbliżoną do pieśni lirycznej lub arii (przykłady: odpowiednio Ave verum corpus KV 618 i Exsultate, Jubilate KV 165 W.A. Mozarta).
W romantyzmie na fali nowego zainteresowania muzyką dawną, formę imitacyjnego motetu a capella stosowało wielu kompozytorów, m.in. Felix Mendelssohn-Bartholdy, Robert Schumann, Johannes Brahms, Camille Saint-Saëns i Max Reger. Forma służyła również do zabiegu archaizacji (np. u F. Liszta i V. d’Indy’ego).
W XX wieku forma motetu jako taka nie jest używana, zdarzają się jednak kompozycje o budowie nawiązującej do motetu, np. Friede auf Erden op. 13 Arnolda Schönberga.

## Techniki związane z motetem
- technika izorytmiczna (izorytmia)
- technika przeimitowana
- nota contra notam
- technika imitacyjna
- technika hoquetowa